# کاردیتسا
شهر کاردیتسا در استان تسالی در کشور یونان واقع شده است که دارای جمعیت ۳۳٬۱۵۶  نفر می‌باشد.